# La sandunguera
La sandunguera es el primer extended play (EP) de la cantante Nathy Peluso, publicado el 6 de abril de 2018 a través del sello independiente Everlasting Records. Inicialmente su publicación estaba planificada para el 9 de marzo de 2018, pero fue retrasada a problemas técnicos. Todas las canciones fueron mayormente escritas por Peluso y Pedro Campos, quién también estuvo a cargo de la producción junto con Dano Ziontifik.
El álbum obtuvo una buena recepción por parte de la crítica especializada. Los expertos lo alabaron especialmente la variedad de géneros musicales y el registro vocal de Peluso. Por otra parte, el La sandunguera debutó en la vigésima octava posición en la lista oficial de álbumes en España, siendo además el debut de Peluso en la lista. Para promocionar el álbum, fueron lanzados dos sencillos «La sandunguera» y «Estoy triste». Asimismo, el trabajo fue promovido con la gira La sandunguera Tour.

## Antecedentes y anuncio
Después del lanzamiento del mixtape Esmeralda, Peluso se embarcó en una breve gira musical donde participó de diversos festivales en Europa y Latinoamérica. Poco después, en diciembre de 2017, confirmó que ya estaba trabajando en su siguiente trabajo discográfico, La sandunguera, junto con al productor Peter Party, y que sería publicado a principios de 2018 a través del sello independiente Everlasting Records. En 6 de febrero de 2018, Peluso publicó «La sandunguera» como el sencillo principal del EP. Ese mismo día, la artista confirmó que el LP sería lanzado oficialmente el 9 de marzo del mismo año. Finalmente, La sandunguera fue publicada el 6 de abril de 2018, un mes después de lo previsto debido a problemas técnicos.

## Concepto

### Enfoque y título
Durante una entrevista para la revista G7, Peluso afirmó que la esencia de La sandunguera era principalmente la pasión. También reveló que el concepto del EP está atravesado por todas las emociones y añadió: «Es un disco cortito que cada canción tiene una sensación muy concreta, es un camino por diferentes emociones, cada cosa te indica algo del interior». Asimismo, la cantante confesó que el outro de la canción («La Passione») funciona como un adelanto de una nueva faceta musical.
Sobre el título, la cantante compartió que eligió el nombre La sandunguera porque «es en lo que mi personaje ha derivado de manera natural. Mi pasión por la salsa, por el goce, la música, la danza de raíz, el calor y la libertad. La sandunguera es un personaje que vela principalmente por eso, y es perfecto para habitar mi mensaje y usarlo como canal para el mundo».

## Recepción

### Comentarios de la crítica
Raúl Guillén, de Jenesaispop, le otorgó una puntuación de 7.3 sobre 10 y lo describió como «un disco atrevido y poderoso, que no deja duda sobre las enormes virtudes [de Peluso], aunque se aleje bastante de las presunciones del nuevo hip hop». También destacó a «La sandunguera», «Hot Butter», «La Passione» y «Estoy triste» como los mejores temas. Víctor Trapero de Rockdelux comentó que en las canciones del EP «[Peluso] se desmarca en gran parte de su faceta de rapera para destaparse como una cantante polivalente de presente y futuro»; y concluyó afirmando que «los nulos complejos de Peluso para mezclar lo blanco y lo negro y saltar entre idiomas y estados de ánimo la convierten en una figura con identidad propia, libre». En una opinión positiva para Mondosonoro, Alan Queipo le concedió un siete de diez estrellas, y en su evaluación, comentó que «Nathy Peluso parece decirnos una cosa clara, con tanto de reivindicación personal de la artista sin límites ni etiquetas como de socialmente combativo: “nadie me manda”». Calificando el álbum con 9.25 sobre 10, Nacho de Vibes Of Silence escribió que el EP «nos muestra una locura teatral de soul y R&B, [y] la brillantez y versatilidad vocal de Natalia». Definió el álbum como un «ejercicio conceptual con un tratamiento más orgánico, en el que coquetea con la salsa, el blues, los estándares vocales del jazz, la canción italiana y la radionovela». Juampa Barbero, de la revista en línea Indie Hoy, elogió la interpretación de Peluso y la variedad de géneros que recorre La sandunguera; y aseguró que «[Peluso] se convirtió en una de las figuras más importantes de la nueva generación».

### Desempeño comercial
La sandunguera debutó en la vigésima octava posición en la lista oficial de álbumes en España, y permaneció en el listado musical durante tres semanas. Posteriormente, en 2021, el LP debutó en el puesto número 79 del top 100 de vinilos semanales del país y, luego de cinco semanas, reingresó a la lista ocupando la 67 posición.

### Reconocimientos
La sandunguera fue catalogado como uno de los mejores álbumes en diversas listas de fin de año de la prensa especializada. El sitio web argentino Indie Hoy lo incluyó en su lista de los cincuenta mejores álbumes de 2018 en el puesto veintiuno donde lo describieron como «una combinación entre lo clásico y la modernidad». El sitio web Red Bull y el periódico La Voz del Interior también lo incluyeron en sus listas de los mejores álbumes de 2018 en los puestos número uno y nueve, respectivamente. Por su parte, los críticos de Billboard Argentina seleccionaron a Peluso entre los diez artistas que se acercan al mainstream, destacando particularmente la publicación del álbum.

## Lista de canciones
| La sandunguera |                              |                             |                |          |  |
| N.º            | Título                       | Escritor(es)                | Productor(es)  | Duración |  |
| 1.             | «Estoy triste»               | Natalia Peluso Pedro Campos | Dano Ziontifik | 2:48     |  |
| 2.             | «Hot Butter»                 | Peluso Pedro Campos         | Pedro Campos   | 3:58     |  |
| 3.             | «Gimme Some Pizza»           | Peluso Campos               | Campos         | 4:52     |  |
| 4.             | «La sandunguera»             | Peluso Campos               | Campos         | 3:25     |  |
| 5.             | «Ma Time»                    | Peluso Jacky Bernard        | Campos         | 1:19     |  |
| 6.             | «La Passione» (con Big Menú) | Peluso Campos               | Ziontifik      | 4:34     |  |
| 20:57          |                              |                             |                |          |  |

## Posicionamiento en listas
| País (Lista 2018)   | Posición más alta |
| ------------------- | ----------------- |
| España (PROMUSICAE) | 28                |

## Historial de lanzamientos
| País    | Fecha               | Formato(s)                 | Sello(s) discográfico(s) | Ref.   |
| ------- | ------------------- | -------------------------- | ------------------------ | ------ |
| Mundial | 6 de abril de 2018  | Descarga digital streaming | Everlasting Records      | [ 19 ] |
| España  | 6 de abril de 2018  | Disco compacto             | Everlasting Records      | [ 20 ] |
| España  | 15 de junio de 2018 | Disco de vinilo            | Everlasting Records      |        |